# Чрнешка Гора
Чрнешка Гора (словен. Črneška Gora) — поселення в общині Дравоград, Регіон Корошка, Словенія. Висота над рівнем моря: 693,3 м.